# 성일개발 (1989-2021년 기업)
성일개발 주식회사(Sungil Development Co., Ltd.)는 대한민국의 주거용 건물 건설업체이다. 1989년 설립되었다. 1992년 정부 주관 사회간접 자본 투자 사업 중 미개척 분야인 철도민자역사를 초창기에 개발 선도하였다.

## 연혁
- 1989년 4월: 성일개발주식회사 설립
- 1989년 5월: 성일스포츠프라자 오픈 (수영장, 헬스장, 볼링장, 사우나)
- 1992년 12월: 안양민자역사 사업 주관적 선정 (철도청)
- 1994년 9월: 자본금 증자 (3,000,000,000원)
- 1994년 12월: 임대사업자 등록 (인천연수 성일임대아파트 준공)
- 1997년 7월 ISO 9002 인증 획득
- 1999년 1월: 용인시장 감사패
- 2000년 2월: 서울특별시장 표창장 수상
- 2002년 4월: 경기도 교육감 감사패
- 2002년 10월: ISO 9001 인증 획득
- 2003년 6월: 국무총리 표창장 수상
- 2003년 7월: 건설교통부장관 상장
- 2004년 6월: 대한건설협회 경기도회장 공로패
- 2005년 9월: 소방방재청장 표창장 수상
- 2006년 5월: 제14회 건설기능경기대회 (도장부문 3위)
- 2008년 6월: 제16회 건설기능경기대회 (미장부문 2위)
- 2010년 6월: 제18회 건설기능경기대회 (전산응용토목제도부문 2위/조경부문 2위)
- 2011년 12월: 상현재 Brand 런칭
- 2012년 3월:  자체 ERP 시스템 가동 (ConRP)
- 2012년 7월: 기배마루 감사패
- 2013년 9월: 제21회 건설기능경기대회 (캐드부분 1위)
- 2015년 9월: 제23회 건설기능경기대회 (토목캐드부분 1위)
- 2016년 6월: 대한건설협회 경기도회 운영위원 당선
- 2016년 7월: 그린리모델링 사업자등록증 취득
- 2016년 10월: 주식회사 평일 감사패
- 2017년 2월: 대한건설협회 회장 감사패
- 2017년 12월: 건설산업발전 유공자 표창
- 2021년 7월: 성일건설(주)에 흡수 합병

## 본점 및 지점 현황
- 본점: 경기도 수원시 권선구 호매실로90번길 11, 308호 (호매실동, 상현재오키드오피스텔)
- 서울사무소: 서울특별시 강남구 남부순환로378길 10 (도곡동)